# Wola Kiełczyńska
Wola Kiełczyńska – wieś w Polsce położona w województwie świętokrzyskim, w powiecie staszowskim, w gminie Bogoria.

## Dawne części miasta – obiekty fizjograficzne
W latach 70. XX wieku przyporządkowano i opracowano spis lokalnych części integralnych dla Woli Kiełczyńskiej zawarty w tabeli 1.

| Nazwa wsi – miasta  | Nazwy części wsi – miasta | Nazwy obiektów fizjograficznych – charakter obiektu |
| ------------------- | ------------------------- | --- |
| I. Gromada BOGORIA  |                           | |
| 1. Wola Kiełczyńska | 1. Góry                   | 1. Chłopski Las — las 2. Chrusty — las 3. Dworskie — pole 4. Góry — pole 5. Mokre Łąki — łąka 6. Przydatki — łąka, pole 7. Przylaski — pole 8. Szerokie — pole 9. Wąskie — pole |

## Historia
Według Długosza w XV w. wieś należała do Dmuszewskich herbu Ostoja i Jana Dmitrowskiego herbu Pilawa(Długosz, L.B. II, 326).
Według „Słownika Geograficznego Królestwa Polskiego i innych krajów słowiańskich” w XIX wieku Wola Kiełczyńska była wsią włościańską i należała do ówczesnego powiatu opatowskiego, gminy Malkowice i parafii w Kiełczynie. W 1883 r. wieś liczyła 24 domy, 196 mieszkańców i 360 mórg ziemi włościańskiej.
W latach 1975–1998 miejscowość administracyjnie należała do województwa tarnobrzeskiego.

## Literatura
1. Kaczmarek Leon (red. nauk. zeszytu), Taszycki Witold (red. nauk. wyd.): Urzędowe Nazwy miejscowości i obiektów fizjograficznych. 33. Powiat staszowski województwo kieleckie. Komisja ustalania nazw miejscowości i obiektów fizjograficznych (do użytku służbowego). Z: 33. Warszawa: Urząd Rady Ministrów. Biuro do Spraw Prezydiów Rad Narodowych, 1970. Brak numerów stron w książce